# Ferrocarril Vitória a Minas
El Ferrocarril Vitória a Minas, también conocido por la abreviación EFVM, es un ferrocarril brasileño que comunica la Región Metropolitana de Vitória, en Espírito Santo, con Belo Horizonte, capital del estado de Minas Gerais. Su construcción se inició a finales del siglo XIX y tenía como objetivo inicial el transporte ferroviario de pasajeros y transportar la producción industria de café del Vale do Rio Doce y Espírito Santo, no obstante su objetivo fue modificado en 1908, pasando a circular por Itabira y transportar el mineral de hierro extraído en el municipio hasta los complejos portuarios capixabas.
A partir de la construcción de la vía férrea, se constituyeron poblados que dieron origen a nuevos municipios, tales como Coronel Fabriciano y posteriormente al Vale do Aço, cuyo crecimiento industrial solo fue posible por la existencia del EFVM, que también pasó a servir como forma de asegurar la producción de las industrias locales. En 1994, el ferrocarril alcanzó la capital minera, configurándose como la única en Brasil en dar salida a trenes de pasajeros con partidas diarias a largas distancias.

## Historia
La construcción del Ferrocarril Vitória a Minas se inició a finales del siglo XIX y contribuyó al adoctrinamiento y disolución de los nativos indígenas que habitaban la región, entre los cuales destacan los Krenak. Fue creada mediante decreto de ley aprobado en febrero de 1902 y el primer tramo ferroviario, uniendo las ciudades de Vitória y Natividad, fue inaugurado el 13 de mayo de 1904, con un total de 30 kilómetros y teniendo tres paradas. El proyecto inicial, liderado por Pedro Augusto Nolasco, buscaba transportar la producción de la industria del café de Espírito Santo y Vale do Rio Doce y alcanzar Peçanha, desde donde el ferrocarril sería ampliado hasta Araxá, no obstante el punto de encuentro fue trasladado a Itabira en 1908, debido al desarrollo de la minería de extracción de mineral de hierro en el municipio, desde donde podría ser realizada una conexión con el Ferrocarril Central de Brasil (EFCB). En 1910, la obra es comprada por empresarios ingleses.
Cuestiones como la Primera Guerra Mundial y la gripe española de 1918 atrasaron las obras, siendo paralizadas en Belo Oriente en 1914, no obstante, en 1919 el proyecto es adquirido por el empresario americano Percival Farquhar. A comienzos de la década de 1920, las construcciones son retomadas y dan origen a la ciudad embrionaria de Coronel Fabriciano (primeramente distrito de Melo Viana, perteneciente a Antônio Días) y posteriormente al Vale do Aço. El crecimiento industrial del mismo solo fue posible por la existencia del ferrocarril, que pasó a servir como forma de asegurar la producción de las industrias locales, como la Aperam South America (Timóteo) y Usiminas (Ipatinga). El trazado del ferrocarril alcanzó Nova Era y Itabira entre las décadas de los 30 y 40.
La Segunda Guerra Mundial también provocó retrasos en las obras y en 1942, es creada la Compañía Vale do Rio Doce (actual Vale S.A.), a partir de los llamados Acuerdos de Washington. El decreto determinó que Inglaterra cedería a Brasil el control de las minas de hierro, los Estados Unidos se convertirían en compradores del mineral y ayudarían en la siderurgia y Brasil sería responsable del mantenimiento del EFVM, encargado del transporte del mineral para su exportación. Con esto, se realizaron varias modificaciones en el trazado, como la remodelación del tramo entre Vitória y Colatina, en Espírito Santo, y la introducción de las primeras locomotoras diésel, en la década de 1950, que sustituyeron toda la flota de locomotoras a vapor hasta la década de los 60. Entre 1971 y 1977 la línea fue duplicada y el ferrocarril, que terminaba en el Ramal de Nova Era, perteneciente al EFCB, alcanzó la capital minera en 1994.

## Datos operacionales y posición económica y social
El EFVM es un ferrocarril de ancho métrico (1.000 mm) y posee un radio mínimo de curva de 195 metros y rampa máxima del 1,5%, lo que permite una velocidad máxima de 57 kilómetros por hora. Presenta la mayor media de accidentes de todas las líneas de ferrocarril brasileñas, seguida por la Ferroeste y el Ferrocarril Carajás, no obstante los índices también son relativamente bajos en comparación con países como Estados Unidos. Con 905 kilómetros de extensión, es una de las más modernas y productivas vías de ferrocarril de Brasil, siendo administrada por la Vale S.A., antigua CVRD (Compañía Vale do Rio Doce). Las operaciones son paralizadas en caso de desbordarse el rio Doce y su afluentes, debido a la cercanía en algunos tramos de la vía férrea. Durante las inundaciones de 1979, la mayor de la historia de la región, hubo una paralización de 35 días, bloqueando el transporte de pasajeros y la capacidad de transportar la producción de mineral de hierro proveniente de Itabira.
Además de ser utilizada para transportar el mineral, el ferrocarril también es utilizado para el transporte de aço, carbón, caliza, granito, contenedores, arrabio, productos agrícolas, madera, celulosa, combustibles y cargas diversas, de Minas Gerais hasta el Complejo Portuario de Tubarão, al Terminal de Vila Velha, al Muelle de Paul, Codesa y al Puerto de Barra do Riacho, en Aracruz, en Espírito Santo. En 2014, era transportada una media anual de más de 110 millones de toneladas de productos, que representava 40% de la carga ferroviaria brasileña. Las locomotoras utilizadas, incluyendo los modelos usados después de la década de los 90, son EMD BB40-2, EMD DDM45, EMD GT26CUM, EMD G16, GE BB40-9WM y G-12 números 535, 551, 540 y 556.
La mayor parte de los productos transportados por el EFVM tiene como destino el Puerto de Tubarão, donde está situada la única plataforma ferroviaria totalmente señalizada de América Latina, donde los vagones son clasificados por gravedad. El Control de Tráfico Centralizado (CTC) permite la supervisión de todas las operaciones del ferrocarril, que en 2008 poseía cerca de 300 clientes. A comienzos de la década de 2000, la entonces Compañía Vale do Rio Doce fue la responsable de la coordinación de proyectos dirigidos en las comunidades vecinas a ferrocarriles, destacando: la Educación en los railes implantado primero en el Ferrocarril Carajás y en diciembre de 2003 en el EFVM, de acuerdo con el Canal Futura, administrando charlas relacionadas con la salud, la educación y el medio ambiente en las estaciones ferroviarias o en los vagones durante los viajes; el Proyecto Olha el Tren, observando a la seguridad alrededor de la ferrovía; además del Tren de la Ciudadanía.

## Transporte de pasajeros

Embarque y desembarque en la Estación Ferroviaria de Baixo Guandu.

El EFVM es uno de los pocos ferrocarriles brasileños que mantienen el transporte continuo de pasajeros, con cerca de 3.000 usuarios diariamente, lo que le confiere cierta importancia turística. Junto con el Ferrocarril Carajás (Pará–Maranhão) y el Noroeste de Brasil, es una de las últimas líneas de ferrocarril en realizar este servicio de larga distancia, manteniendo un total de 30 puntos de embarque y desembarque en 42 municipios atendidos a lo largo de los 664 kilómetros recorridos por el tren de pasajeros, transportando una media de cerca de 1 millón de pasajeros al año, según informaciones de 2014.
El tren cruza una región con significativa cantidad de montañas y ríos y que tiene como vegetación típica una alternancia entre Mata Atlántica y Cerrado, estando gran parte de su extensión en los márgenes del río Doce, hasta llegar a las playas capixabas. Durante la temporada alta, la composición está compuesta por: 2 locomotoras (G12 y G16), 1 grupo generador, 1 vagón de mando, 1 vagón restaurante, 4 vagones ejecutivos y 13 vagones de clase económica. En la temporada baja, la formación está a cargo de 2 locomotoras (G12 y G16), 1 grupo generador, 1 vagçon de mando, 1 vagón restaurante, 4 vagones de clase ejecutiva y 7 vagones de clase económica. En agosto de 2014, los carros fueron sustituidos por una nueva flota, comprada en Rumanía, que pasó a contar con vagón para personas en silla de ruedas, aire acondicionado en todos los compartimentos y puertas con apertura automática y sensor de presencia.

## Fase de pintura de las locomotoras
Descripción sucinta de las diversas fases de pintado de las locomotoras del EFVM:
1. "Águila" estilizada en la frente de las locomotoras;
2. "Vitória a Minas" por extensión (simplificada);
3. "Bandera CVRD" tanto con el EFVM normal como en itálico;
4. "Chocolate Branco", uso de blanco, marrón y naranja como colores;
5. "Banco Real", nuevos colores (verde, amarillo y blanco) adoptados por la compañía a partir de 2008.

### Paradas
- Estación Flexal